# اولاد بوغالم
اولاد بوغالم (به عربی: أولاد بوغالم) یک شهرداری در الجزایر است که در ناحیه عشعاشه واقع شده‌است. اولاد بوغالم ۱۱٬۸۸۶ نفر جمعیت دارد.